# Brooklyn (wielerploeg)
Brooklyn was een Italiaanse wielerploeg uit Lainate (Milaan) die actief was tussen 1973 en 1977. 

## Historiek
De truitjes hadden een befaamd geworden aanblik van een Amerikaanse kampioenentrui.
Brooklyn was een merknaam van een Italiaans bedrijf, Dolficio Lombardo van Egidio Perfetti, opgericht in 1946 en gespecialiseerd in het produceren van kauwgom. Perfetti lanceerde in de jaren vijftig het merk kauwgom Brooklyn dat eerder onder dezelfde naam in de Verenigde Staten door de familie Adams (Thomas Adams senior en zoon Thomas Adams junior) werd geïntroduceerd (late 19e eeuw). Vandaar de aanblik van de uitrusting.
Het uithangbord van de ploeg doorheen de jaren was de Belgische klassiekerrenner en veldrijder Roger De Vlaeminck. Als kopman van de ploeg won De Vlaeminck grote wedstrijden, sommige meermaals, en werd hij in 1975 wereldkampioen veldrijden in het Zwitserse Melchnau. De Brooklyn-jaren betreffen het midden van De Vlaemincks loopbaan. Eerder reed hij drie seizoenen bij de Belgische wielerploeg Flandria (1969–1971) en de Italiaanse ploeg Dreher. 
Met De Vlaeminck als kopman domineerde Brooklyn het wielerpeloton. Tsjète, zoals zijn koosnaam in het peloton luidde, breidde zijn erelijst bij Brooklyn alsmaar uit. Zes keer op rij won hij Tirreno-Adriatico. 
Na de opheffing in 1977, bleef De Vlaeminck nog een tijd in dienst van Italiaanse ploegen rijden: Sanson en Gis Gelati. Van 1973 tot 1975 reed ook zijn oudere broer, 7-voudig wereldkampioen veldrijden Erik De Vlaeminck voor Brooklyn. Erik behaalde in 1973 te Londen zijn laatste wereldtitel in het veldrijden. 
Brooklyn gooide hoge ogen in grote Italiaanse rittenkoersen en eendagskoersen: Milaan-San Remo, de Ronde van Italië, Tirreno-Adriatico en Ronde van Lombardije. Sprinter Patrick Sercu won 10 etappes in de Ronde van Italië als renner van Brooklyn. De Vlaeminck won in 1973 Milaan-San Remo voor de Brooklyn-ploeg, voor de Italianen Wilmo Francioni en Felice Gimondi nadat hij op de Poggio di San Remo wegsprong met Francioni. 
Roger De Vlaeminck eindigde ook een aantal keer hoog in het eindklassement van de Giro (4e in 1975) en behaalde tussen 1973 en 1976 bovendien 15 etappezeges en tweemaal het puntenklassement als renner van Brooklyn.
1976 was een boerenjaar met liefst 40 zeges. Brooklyn won bijvoorbeeld 10 etappes in de Ronde van Italië 1976. De Belg Johan De Muynck, die de Ronde van Romandië had gewonnen, won in die Giro de 6e etappe en eindigde tweede achter Felice Gimondi (Bianchi) met amper 19" achterstand. Het had er onder andere mee te maken dat De Vlaeminck niet in dienst van De Muynck wilde rijden en daarom bewust enkele dagen voor het einde uit de Giro stapte, zodra De Muynck leider was geworden in het algemeen klassement. Het kwam niet meer goed tussen De Vlaeminck en De Muynck, ook niet na hun carrière.
In de Ronde van Frankrijk moest Brooklyn het voornamelijk hebben van etappezeges. In 1973 en 1974 met allrounder Roger De Vlaeminck en sprinter Patrick Sercu (drie etappezeges). Sercu won in 1974 de groene trui als winnaar van het puntenklassement. In 1976 kende Brooklyn succes in de Tour, met ritwinst met de Italiaan Aldo Parecchini in de eerste week (de 6e etappe met aankomst in Nancy). Zijn landgenoot Giancarlo Bellini won de bolletjestrui in de Ronde van Frankrijk als winnaar van het bergklassement. Hij bleef met slechts één punt Lucien Van Impe voor, die dat jaar de Tour won. In het najaar van het seizoen 1976 won Roger De Vlaeminck de Ronde van Lombardije en dat in een koninklijke spurt voor Bernard Thévenet, Wladimiro Panizza, Joop Zoetemelk en Raymond Poulidor. Ronny De Witte behaalde met Parijs-Tours de mooiste klassieke overwinning uit zijn loopbaan, in een sprint met Raymond Poulidor en Robert Bouloux. 
In de voorjaarsklassiekers rekende Brooklyn in de eerste plaats op Roger De Vlaeminck. In 1977, het laatste jaar van de ploeg, won Roger De Vlaeminck de Ronde van Vlaanderen en Parijs-Roubaix tereke. Een prestatie die nog 11 renners overdeden. De Belg Tom Boonen en Zwitser Fabian Cancellara wonnen beide wielermonumenten zelfs tot tweemaal toe in hetzelfde seizoen. Vlaanderens Mooiste zou hij maar één keer winnen, maar De Vlaeminck won Parijs-Roubaix liefst viermaal — een prestatie nog slechts door Boonen geëvenaard — 3 van de overwinningen in de Hel van het Noorden behaalde le Gitan (de Zigeuner) als renner van de Brooklyn-ploeg (1974, 1975, 1977). De strafste prestatie die De Vlaeminck liet optekenen zijn waarschijnlijk zes opeenvolgende eindoverwinningen in de Tirreno-Adriatico (1972–1977), waarvan vijf zeges behaald werden bij Brooklyn.
In 1978 hield de ploeg, bestuurd door voormalig professioneel wielrenner Franco Cribiori sinds het begin, op te bestaan en vertrok Roger De Vlaeminck naar de Sanson-ploeg waar hij met Francesco Moser zijn 'eeuwige rivaal' op zijn weg vond.

## Bekende wielrenners
- Giancarlo Bellini (1974–1977)
- Johan De Muynck (1974–1977)
- Eric De Vlaeminck (1973–1975)
- Roger De Vlaeminck (1973–1977)
- Wladimiro Panizza (1974–1975)
- Patrick Sercu (1973–1976)
- Julien Stevens (1973)
- Pierfranco Vianelli (1973)

## Belangrijkste overwinningen

### Wegwielrennen
1973
- 5e etappe deel a Tirreno-Adriatico: Roger De Vlaeminck
- Milaan-San Remo: Roger De Vlaeminck
- 2e, 11e en 13e etappe Ronde van Italië: Roger De Vlaeminck
- 9e etappe Ronde van Italië: Patrick Sercu

1974
- Milaan-Turijn: Roger De Vlaeminck
- Ronde van Sicilië [4]: Roger De Vlaeminck
- Ronde van Campanië: Wladimiro Panizza
- Parijs-Roubaix: Roger De Vlaeminck
- 1e etappe Ronde van Romandië: Wladimiro Panizza
- 2e, 10e en 11e etappe deel b Ronde van Italië: Patrick Sercu
- 4e etappe Ronde van Italië: Roger De Vlaeminck
- 15e etappe Ronde van Italië: Ercole Gualazzini
- Puntenklassement Ronde van Italië: Roger De Vlaeminck
- Brussel-Ingooigem: Patrick Sercu
- 1e etappe Ronde van Frankrijk: Ercole Gualazzini
- 3e, 4e en 8e etappe deel b Ronde van Frankrijk: Patrick Sercu
- Puntenklassement Ronde van Frankrijk: Patrick Sercu
- Ronde van Veneto: Roger De Vlaeminck
- Ronde van Lombardije: Roger De Vlaeminck

1975
- Ronde van Campanië: Giancarlo Bellini
- 5e etappe deel a Ronde van België: Johan De Muynck
- Parijs-Roubaix: Roger De Vlaeminck
- Kampioenschap van Zürich: Roger De Vlaeminck
- 2e etappe Ronde van Romandië: Patrick Sercu
- 2e, 12e en 17e etappe deel a Ronde van Italië: Patrick Sercu
- 4e, 6e, 7e deel b, 10e, 11e, 18e en 20e etappe Ronde van Italië: Roger De Vlaeminck
- 8e etappe Ronde van Italië: Marcello Osler
- 17e etappe deel b Ronde van Italië: Wladimiro Panizza
- Puntenklassement Ronde van Italië: Roger De Vlaeminck
- 5e etappe deel a Ronde van Romandië: Patrick Sercu
- Proloog Ronde van Zwitserland: Roger De Vlaeminck
- 1e, 3e, 5e, 9e en 10e etappe Ronde van Zwitserland: Roger De Vlaeminck
- 6e etappe Ronde van Zwitserland: Giancarlo Bellini
- Eindklassement Ronde van Zwitserland: Roger De Vlaeminck
- Milaan-Turijn: Wladimiro Panizza

1976
- 2e, 4e en 5e etappe deel b Ronde van Romandië: Johan De Muynck
- 3e etappe Ronde van Romandië: Giancarlo Bellini
- 5e etappe deel a Ronde van Romandië: Roger De Vlaeminck
- Eindklassement Ronde van Romandië: Johan De Muynck
- 1e deel a, 1e deel b en 10e etappe Ronde van Italië: Patrick Sercu
- 2e, 5e, 8e en 16e etappe Ronde van Italië: Roger De Vlaeminck
- 6e etappe Ronde van Italië: Johan De Muynck
- 13e etappe Ronde van Italië: Ronny De Witte
- 17e etappe Ronde van Italië: Ercole Gualazzini
- 6e etappe Ronde van Frankrijk: Aldo Parecchini
- Bergklassement Ronde van Frankrijk: Giancarlo Bellini
- Proloog Ronde van Catalonië: Roger De Vlaeminck
- 2e en 4e etappe deel a Ronde van Catalonië: Roger De Vlaeminck
- 3e etappe Ronde van Catalonië: Ronny De Witte
- Puntenklassement Ronde van Catalonië: Roger De Vlaeminck
- Parijs-Tours: Ronny De Witte
- Ronde van Lombardije: Roger De Vlaeminck

1977
- Ronde van Vlaanderen: Roger De Vlaeminck
- 4e etappe Ronde van België: Ronny De Witte
- Parijs-Roubaix: Roger De Vlaeminck
- 4e etappe deel a Ronde van Romandië: Giancarlo Bellini
- 5e etappe Ronde van Zwitserland: Willy De Geest
- 5e etappe Ronde van Catalonië: Johan De Muynck
- Ronde van Piemonte: Roger De Vlaeminck

### Baanwielrennen
1973
- Zesdaagse van Grenoble: Patrick Sercu met Eddy Merckx (Molteni)

1974
- Belgische kampioenschappen baanwielrennen (omnium): Patrick Sercu
- Belgische kampioenschappen baanwielrennen (ploegkoers): Patrick Sercu met Eddy Merckx (Molteni)
- Zesdaagse van Antwerpen: Patrick Sercu met Eddy Merckx (Molteni)
- Zesdaagse van Londen: Patrick Sercu met René Pijnen (TI-Raleigh)

1975
- Belgische kampioenschappen baanwielrennen (ploegkoers): Patrick Sercu met Eddy Merckx (Molteni)
- Zesdaagse van Antwerpen: Patrick Sercu met Eddy Merckx (Molteni)
- Zesdaagse van Grenoble: Patrick Sercu met Eddy Merckx (Molteni)
- Zesdaagse van Zürich: Patrick Sercu met Günter Haritz (TI-Raleigh)

1976
- Zesdaagse van Antwerpen: Patrick Sercu met Eddy Merckx (Molteni)

### Veldrijden
1973
- Wereldkampioenschap veldrijden elite: Erik De Vlaeminck
- 's Gravenwezel: Roger De Vlaeminck
- Milaan: Roger De Vlaeminck
- Castelldefels: Roger De Vlaeminck
- Overijse: Roger De Vlaeminck
- Wervik: Erik De Vlaeminck
- Middelkerke: Erik De Vlaeminck
- Jezus-Eik: Roger De Vlaeminck
- Vanzo: Roger De Vlaeminck

1974
- Belgisch kampioenschap veldrijden elite: Roger De Vlaeminck
- Otegem: Roger De Vlaeminck
- Milaan (seizoen 1973–1974): Roger De Vlaeminck
- Volkegem: Roger De Vlaeminck
- Luzern: Roger De Vlaeminck
- Heusden [5] : Roger De Vlaeminck
- Moerbeke: Erik De Vlaeminck
- Pollare: Erik De Vlaeminck
- Schelderode: Erik De Vlaeminck
- Wetteren: Erik De Vlaeminck
- Kortemark: Erik De Vlaeminck
- Zwijndrecht: Roger De Vlaeminck
- Teralfene: Erik De Vlaeminck
- Overijse: Roger De Vlaeminck
- Deinze: Roger De Vlaeminck
- Milaan (seizoen 1974–1975): Roger De Vlaeminck
- Meilegem: Roger De Vlaeminck
- Jezus-Eik: Roger De Vlaeminck
- Wambrechies: Roger De Vlaeminck

1975
- Wereldkampioenschap veldrijden elite: Roger De Vlaeminck
- Belgisch kampioenschap veldrijden elite: Roger De Vlaeminck
- Italiaans kampioenschap veldrijden elite: Wladimiro Panizza
- Overijse (seizoen 1974–1975): Roger De Vlaeminck
- Den Haag: Roger De Vlaeminck
- Solbiate Olona: Roger De Vlaeminck
- Eeklo: Erik De Vlaeminck
- Middelkerke: Erik De Vlaeminck
- Wambrechies (seizoen 1974–1975): Roger De Vlaeminck
- Bertem: Erik De Vlaeminck
- Vossem: Erik De Vlaeminck
- Lobbes: Erik De Vlaeminck
- Choulex: Roger De Vlaeminck
- Beernem: Erik De Vlaeminck
- Heusden: Erik De Vlaeminck
- Munte: Erik De Vlaeminck
- Overijse (seizoen 1975–1976): Roger De Vlaeminck
- Deinze: Roger De Vlaeminck
- Semmerzake: Roger De Vlaeminck
- Aalter: Roger De Vlaeminck
- Wambrechies (seizoen 1975–1976): Roger De Vlaeminck
- Milaan: Roger De Vlaeminck

1976
- Tecknau: Roger De Vlaeminck
- Steinmaur: Roger De Vlaeminck
- Volpiano: Roger De Vlaeminck
- Wambrechies (seizoen 1976–1977): Roger De Vlaeminck

1977
- Brenta Valcuvia: Roger De Vlaeminck
- Krokegem: Roger De Vlaeminck
- Sint-Jan-in-Eremo: Roger De Vlaeminck
- Torhout: Roger De Vlaeminck
- Sint-Maria-Horebeke: Roger De Vlaeminck
- Beernem: Roger De Vlaeminck
- Gesté: Roger De Vlaeminck
- Aalter: Roger De Vlaeminck
- Overijse: Roger De Vlaeminck
- Deinze: Roger De Vlaeminck
- Adegem: Roger De Vlaeminck

## Afbeelingen

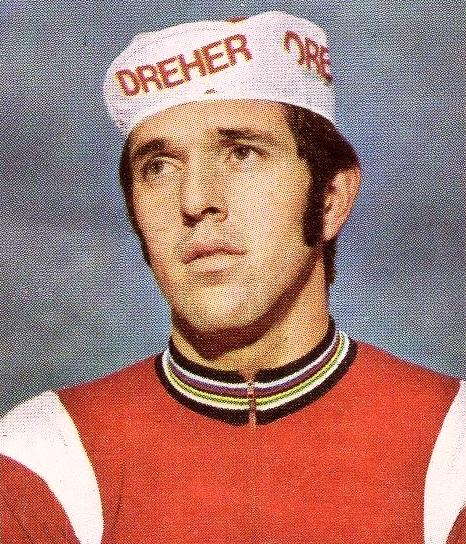
Roger De Vlaeminck, hier in 1972 bij zijn vorige ploeg Dreher
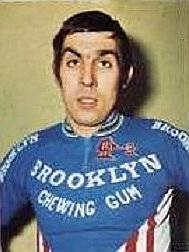
Patrick Sercu bij Brooklyn (1973)
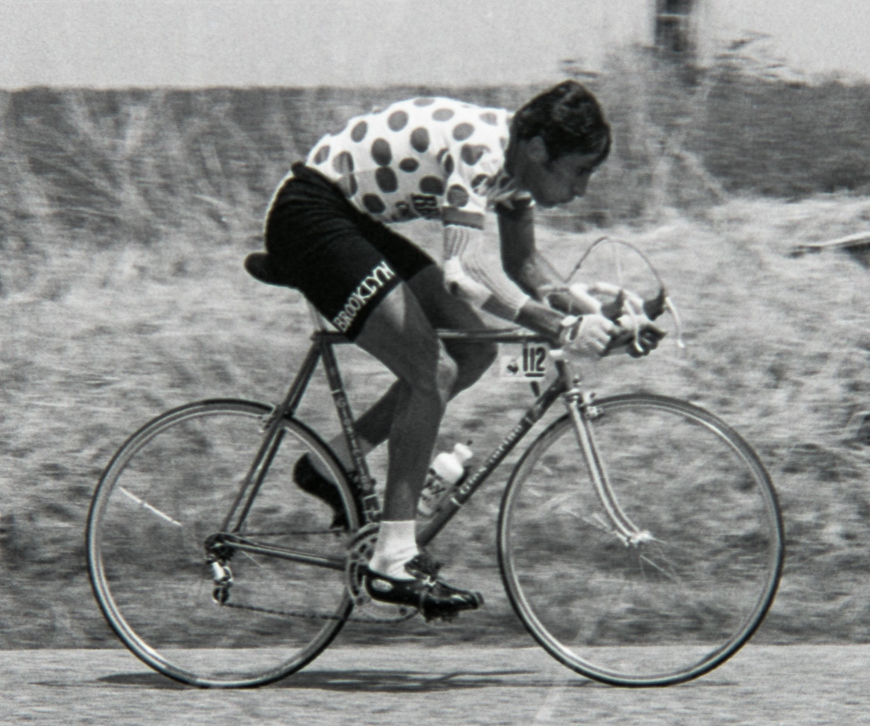
Giancarlo Bellini tijdens de Tour 1976
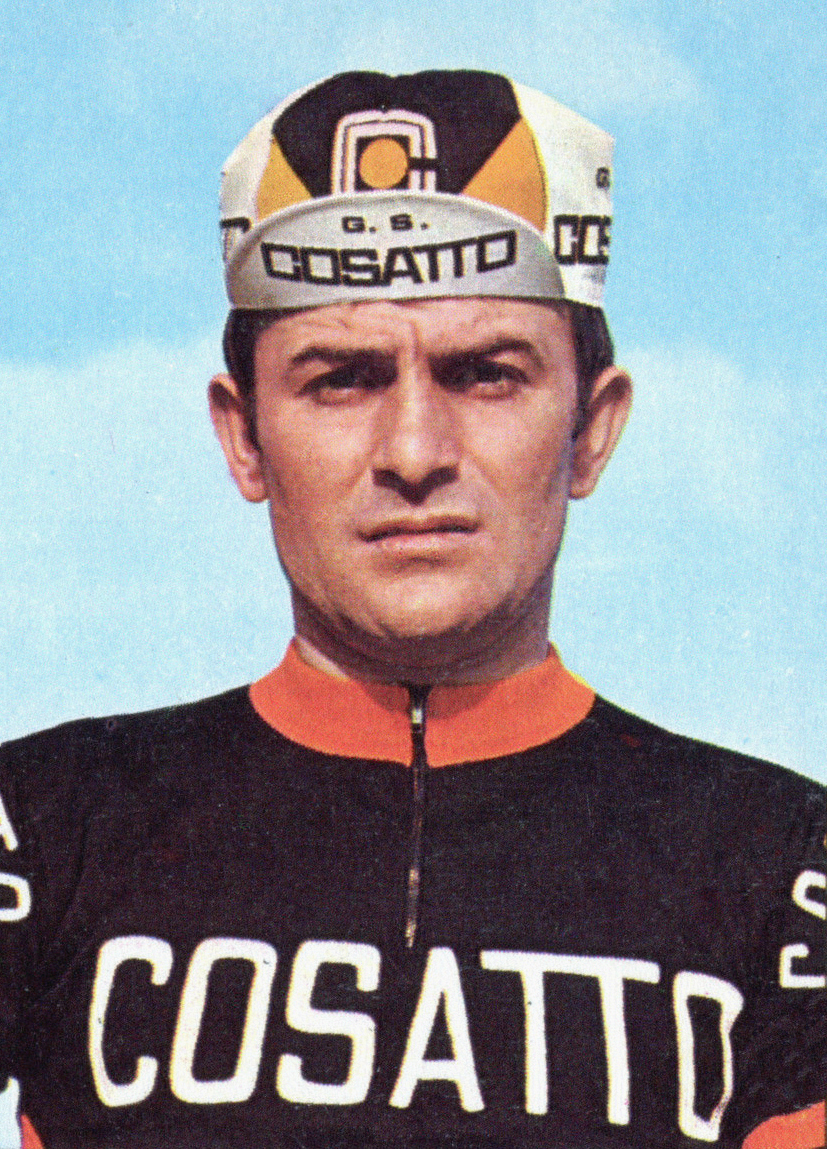
Wladimiro Panizza, hier in 1971, reed twee jaar bij Brooklyn (1974–1975)